# 蒙塔居代
蒙塔居代（法語：Montagudet，法語發音：[mɔ̃taɡydɛ]）是法国奧克西塔尼大區塔恩-加龙省的一个市镇，属于卡斯泰尔萨拉桑区。

## 地理
蒙塔居代（44°14'38"N, 1°5'29"E）面积12.18 平方千米，位于法国奧克西塔尼大區塔恩-加龙省，该省份为法国西南部内陆省份，北起顺时针与洛特省、阿韦龙省、塔恩省、上加龙省、热尔省和洛特-加龙省接壤。
与蒙塔居代接壤的市镇（或旧市镇、城区）包括：洛泽特、凯尔西地区米拉蒙、蒙巴尔拉、圣阿芒德佩拉加勒、图法耶。

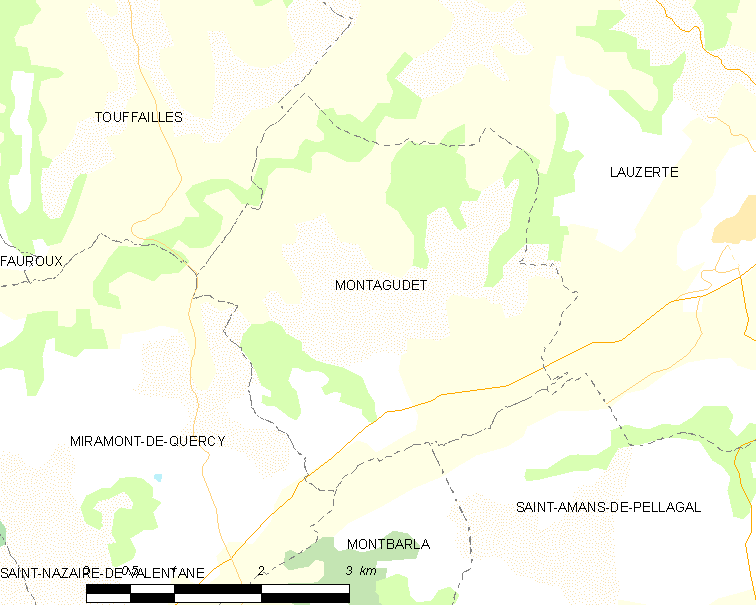
蒙塔居代的OSM定位图

蒙塔居代的时区为UTC+01:00、UTC+02:00（夏令时）。

## 行政
蒙塔居代的邮政编码为82110，INSEE市镇编码为82116。

## 政治
蒙塔居代所属的省级选区为塞尔地区-南凯尔西县。

## 人口

1962-2008年间蒙塔居代人口变化图示

蒙塔居代于2022年1月1日时的人口数量为197人。